# هالینا کونوپاسکا
هالینا کونوپاسکا (لهستانی: Halina Konopacka؛ ۲۶ فوریه ۱۹۰۰ – ۲۸ ژانویه ۱۹۸۹) پرتاب‌گر دیسک و وزنه اهل لهستان بود.
وی در مسابقات کشوری و بین‌المللی در مجموع برندهٔ ۳ مدال طلا، ۱ مدال برنز شده است.